# Bahnhof Tappi-Kaitei
Der Bahnhof Tappi-Kaitei (japanisch 竜飛海底駅, Tappi-Kaitei-eki) ist ein ehemaliger Bahnhof in Japan. Er befindet sich an der Kaikyō-Linie, auf dem Gemeindegebiet von Sotogahama in der Präfektur Aomori – genauer im Seikan-Tunnel, dem zweitlängsten Eisenbahntunnel der Welt. Der Bahnhof ist durch eine Standseilbahn mit der Oberfläche verbunden und wurde von 1988 bis 2013 fahrplanmäßig von Zügen bedient; seither wird er weiterhin als Notausstieg genutzt.

## Beschreibung
Der Name weist darauf hin, dass sich der Tunnelbahnhof teilweise unter dem Meeresgrund (海底, kaitei) der Tsugaru-Straße und teilweise unter dem Kap Tappi befindet, dem nördlichen Ende der Tsugaru-Halbinsel. Neben Yoshioka-Kaitei ist er einer von zwei Bahnhöfen im 1988 eröffneten Seikan-Tunnel. Mit einer Tiefe von 135,0 m unter dem Meeresspiegel war er während seiner 25-jährigen Betriebsdauer der zweittiefste Bahnhof der Welt. Bei Bränden und anderen Notfällen können hier weiterhin Shinkansen-Züge anhalten und Fahrgäste evakuiert werden. Durch Querschläge ist der Bahntunnel alle 40 m mit dem parallel verlaufenden Servicetunnel verbunden. Über diesen gelangt man zunächst zu einem Sammelraum und danach zu einem 500 Personen fassenden Feuerschutzraum. Abluftventilatoren, Videoüberwachung, Infrarot-Brandmelder und Sprinkleranlagen sichern die Anlage zusätzlich.
Die zu evakuierenden Fahrgäste gelangen mit der Seikan Tunnel Tappi Shakō Line vom Feuerschutzraum an die Oberfläche. Diese 778 m lange Standseilbahn war ursprünglich für den Transport von Arbeitern und Material zur Tunnelbaustelle errichtet worden. Im Normalbetrieb dient sie dazu, Besucher des Seikan-Tunnelmuseums von der Ausstellungshalle neben der Bergstation zur „Erlebnisgalerie“ auf Tunnelniveau zu befördern. Die Räume neben dem Tunnel sind von Mitte April bis Anfang November im Rahmen geführter Rundgänge für die Öffentlichkeit zugänglich.

## Geschichte

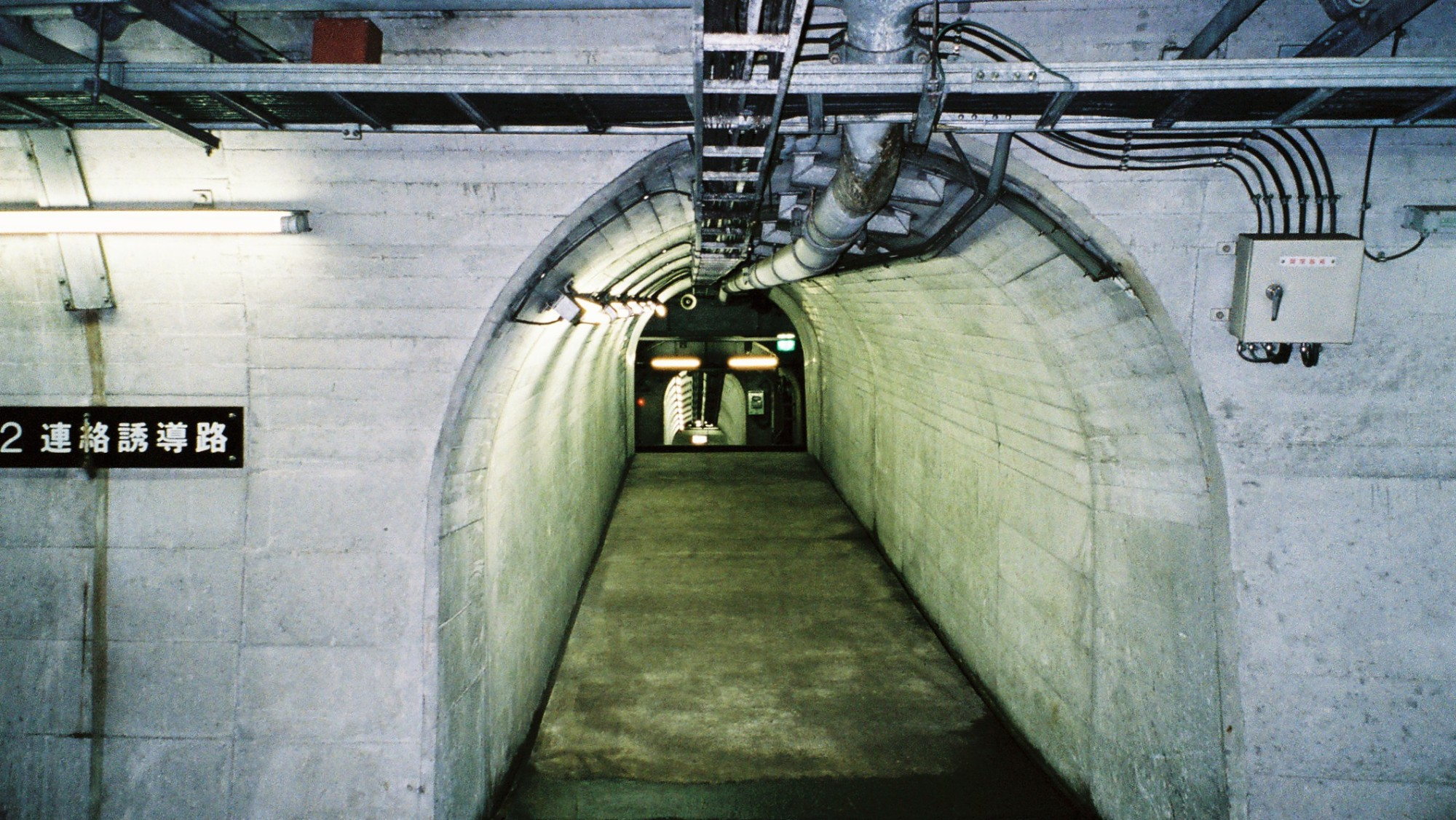
Zugang zum Tunnelbahnhof (August 2000)

Die Eröffnung des Bahnhofs erfolgte am 13. März 1988, zusammen mit der Kaikyō-Linie und dem Seikan-Tunnel. Es bestand nach Voranmeldung die Möglichkeit, von und zur Standseilbahn umzusteigen bzw. an einer Führung durch die angrenzenden Räume teilzunehmen und den dort befindlichen Teil der Ausstellung zu besichtigen. Ein- und Ausstieg waren jeweils nur von einem Wagen aus möglich. Die prominentesten Besucher waren am 23. Juli 1990 Kaiser Akihito und Kaiserin Michiko.
Am 11. November 2013 hielt in Tappi-Kaitei der letzte Zug nach Fahrplan. Die formelle Stilllegung des Bahnhofs erfolgte schließlich am 15. März 2014. Anschließend passte man Gleise und Sicherheitsmaßnahmen den Shinkansen-Spezifikationen an (die Trasse der Kaikyō-Linie ist zum Teil mit jener der Schnellfahrstrecke Hokkaidō-Shinkansen identisch). Dazu gehörte auch das Abmontieren der 84 cm schmalen Seitenbahnsteige, da sie sonst die Durchfahrt der Hochgeschwindigkeitszüge behindert hätten. Ein durch den Tunnel verkehrender Schnellzug musste am 3. April 2015 wegen Rauchentwicklung am Unterboden anhalten, woraufhin die Fahrgäste mit der Standseilbahn ins Freie gebracht wurden.